# Stazione di Hon-Kawagoe
La stazione di Hon-Kawagoe (本川越駅?, Hon-Kawagoe-eki) è una stazione ferroviaria della città di Kawagoe della prefettura di Saitama, ed è capolinea settentrionale della linea Shinjuku delle Ferrovie Seibu, a circa 47 km di distanza dal Seibu-Shinjuku.

## Linee
Ferrovie Seibu
● Linea Seibu Shinjuku

## Struttura
La stazione si trova in superficie e, essendo capolinea, è dotata di tre binari tronchi con tre marciapiedi. Sono disponibili diversi servizi, come armadietti per il deposito bagagli, defibrillatore, servizi igienici e chioschi.
| 1 | ● Linea Seibu Shinjuku | per Tokorozawa, Takadanobaba e Seibu-Shinjuku |
| 2 | ● Linea Seibu Shinjuku | Espresso limitato "Koedo" per Shinjuku        |
| 3 | Non in uso             | Non in uso                                    |
| 4 | ● Linea Seibu Shinjuku | per Tokorozawa, Takadanobaba e Seibu-Shinjuku |

## Stazioni adiacenti
| «                    | Servizio             | »                    |
| Linea Seibu Shinjuku | Linea Seibu Shinjuku | Linea Seibu Shinjuku |
| -------------------- | -------------------- | -------------------- |
| Minami-Ōtsuka        | Locale               | Capolinea            |
| Minami-Ōtsuka        | Semiespresso         | Capolinea            |
| Minami-Ōtsuka        | Espresso             | Capolinea            |
| Sayamashi ←          | Espresso pendolari   | Capolinea            |